# Lomagna
Lomagna är en ort och kommun i provinsen Lecco i regionen Lombardiet i Italien. Kommunen hade 5 068 invånare (2018).